# 앨피 화이트먼
앨피 멀릭 화이트먼(영어: Alfie Malik Whiteman, 1998년 10월 2일 ~ )은 토트넘 홋스퍼의 골키퍼로 활약하는 잉글랜드의 축구 선수이다.

## 클럽 경력
화이트먼은 2015년 토트넘 아카데미에 합류했다.
2019년에는 2022년까지 구단과 재계약을 맺었다.
2020년 11월 26일, 화이트먼은 82분에 UEFA 유로파 리그에서 PFC 루도고레츠 라즈그라드를 상대로 조 하트 선수를 대신하여 교체 선수로 투입되었다.
2021년 8월 12일, 화이트먼은 스웨덴 2021 시즌 임대로 스웨덴 알스벤스칸의 데게르포르스 IF에 합류했다.그는 2021년 12월 스웨덴 시즌이 끝난 후 토트넘으로 복귀했다. 화이트맨은 2022년 2월 데베포스에서 두 번째 임대를 시작했고, 2022년 12월 토트넘으로 복귀했다.
2023년 2월 22일, 알피가 토트넘과 2025년까지 재계약을 체결했다고 발표되었다.